# Famaré
Famaré är en ort i Komorerna.   Den ligger i distriktet Grande Comore, i den västra delen av landet, 25 km sydost om huvudstaden Moroni. Famaré ligger 730 meter över havet och antalet invånare är 352. Den ligger på ön Grande Comore.
Terrängen runt Famaré är kuperad åt sydost, men åt nordväst är den bergig. Havet är nära Famaré åt sydväst.  Närmaste större samhälle är Mitsoudjé, 17,3 km väster om Famaré. 